# پاپ نیکلاس چهارم
پاپ نیکلاس چهارم (به انگلیسی: Nicholas IV) (تولد: ۳۰ سپتامبر ۱۲۲۷ _ درگذشت :۴ آوریل ۱۲۹۲)یکی از پاپ‌های کلیسای کاتولیک رم بود که در ایتالیا به دنیا آمد و از ۱۲۸۸ تا ۱۲۹۲ میلادی پاپ بود.